# Elias Ashmole
Elias Ashmole (Lichfield, 23 de maio de 1617 – Lambeth, 18 de maio de 1692) foi um antiquário, político, oficial de armas e estudante de astrologia e alquimia britânico.
Tendo apoiado a realeza durante a Guerra Civil Inglesa e, na restauração de Carlos II, foi recompensado com vários ofícios lucrativos. Ao longo de sua vida, tornou-se um ávido colecionador de curiosidades e artefatos. Muitos foram adquiridos através do viajante, botânico e colecionador John Tradescant, e a maioria foi doada para a Universidade de Oxford onde criou o Ashmolean Museum. Ele também doou a sua biblioteca e a sua inestimável coleção de manuscritos para Oxford.
À parte aos passatempos por ele colecionandos, Ashmole ilustra o transcurso da visão mundial pré-científica no século XVII: enquanto ele se imergia em estudos alquímicos, mágicos e astrológicos, sendo consultado em perguntas astrológicas por Charles II e sua corte, estes estudos eram essencialmente retrógrados. Embora ele fosse um dos membros fundadores da Royal Society, uma instituição fundamental no desenvolvimento de ciência experimental, ele nunca chegou a participar ativamente dela.